# Вознесенка (Конотопський район)
Вознесе́нка (до 1918 - Мала Неплюївка) — село в Україні, у Конотопському районі Сумської області. Населення становить 534 осіб. До 2020 орган місцевого самоврядування — Вознесенська сільська рада.

## Географія
Село Вознесенка розташоване на лівому березі річки Терн, вище за течією на відстані 2 км розташоване село Могильчине (ліквідоване у 2000 році), нижче за течією на відстані 2 км розташоване село Верхня Сагарівка, на протилежному березі — село Болотівка.
По селу протікає дуже заболочений струмок.
Крізь село пролягає автомобільний шлях Т 1916.

## Історія
- Село відоме з другої половини XVII ст.
- Село постраждало внаслідок геноциду українського народу, проведеного урядом СССР 1932—1933 та 1946–1947 роках, встановлено смерті не менше 15 людей[2].
- 12 червня 2020 року, відповідно до розпорядження Кабінету Міністрів України № 723-р «Про визначення адміністративних центрів та затвердження територій територіальних громад Сумської області», село увійшло до складу Буринської міської громади[3].
- 19 липня 2020 року, в результаті адміністративно-територіальної реформи та ліквідації Буринського району, увійшло до складу новоутвореного Конотопського району[4].

## Населення

### Мова
Розподіл населення за рідною мовою за даними :
| Мова       | Кількість | Відсоток |
| ---------- | --------- | -------- |
| українська | 527       | 98.69%   |
| російська  | 6         | 1.12%    |
| угорська   | 1         | 0.19%    |
| Усього     | 534       | 100%     |

## Економіка
- Молочно-товарна ферма.
- «Терн», фермерське господарство ТОВ.
- «Дзюба», ПП.

## Соціальна сфера
- Школа І-II ст.